# Верхньомайданська сільська рада
| Верхньомайданська сільська рада — орган місцевого самоврядування у Надвірнянському районі Івано-Франківської області з адміністративним центром у с. Верхній Майдан. Утворена 9 липня 1991 року. Водоймища на території, підпорядкованій даній раді: річка Смотрич. Сільській раді підпорядковані населені пункти: - с. Верхній Майдан — населення 1 504 ос.; площа 17,696 км²; засн. в 1240 році (колиш. назва Горішній Майдан) |

## Склад ради
Рада складається з 16 депутатів та голови.

### Керівний склад ради
| ПІБ                            | Основні відомості                                                               | Дата обрання | Дата звільнення |
| ------------------------------ | ------------------------------------------------------------------------------- | ------------ | --------------- |
| Михайло Михайлович Колинецький | Сільський голова, 1968 року народження, освіта середня спеціальна, безпартійний | 26.03.2006   | 31.10.2010      |
| Михайло Михайлович Колинецький | Сільський голова, 1968 року народження, освіта середня спеціальна, безпартійний | 31.10.2010   |                 |

Примітка: таблиця складена за даними джерела